# 12 Heures de Bathurst 2023
Navigation
Édition précédente Édition suivante
Les 12 Heures de Bathurst 2023 (2023 Liqui Moly Bathurst 12 Hour), disputées du 3 février 2023 au 5 février 2023 sur le Mount Panorama Circuit, sont la vingte-troizième édition de cette épreuve. La course faisait partie de l'Intercontinental GT Challenge 2023.

## Course

### Classement de la course
Les voitures ne parcourant pas 70 % de la distance du gagnant sont non classées (NC).
| Pos   | Classe | no  | Écurie                                     | Pilotes                                                                 | Châssis                                 | Tours | Temps                    |
| ----- | ------ | --- | ------------------------------------------ | ----------------------------------------------------------------------- | --------------------------------------- | ----- | ------------------------ |
| Pos   | Classe | no  | Écurie                                     | Pilotes                                                                 | Moteur                                  | Tours | Temps                    |
| 1     | P      | 75  | SunEnergy1 Racing AKKodis ASP Team         | Kenny Habul Jules Gounon Luca Stolz (en)                                | Mercedes-AMG GT3 Evo                    | 323   | 12 h 00 min 40 s 1193    |
| 1     | P      | 75  | SunEnergy1 Racing AKKodis ASP Team         | Kenny Habul Jules Gounon Luca Stolz (en)                                | Mercedes-Benz M159 6,2 l V8 Atmo        | 323   | 12 h 00 min 40 s 1193    |
| 2     | P      | 912 | Manthey EMA Motorsport                     | Matthew Campbell Mathieu Jaminet Thomas Preining                        | Porsche 911 GT3 R                       | 323   | + 0 s 9267               |
| 2     | P      | 912 | Manthey EMA Motorsport                     | Matthew Campbell Mathieu Jaminet Thomas Preining                        | Porsche 4,2 L Flat Six Atmo             | 323   | + 0 s 9267               |
| 3     | P      | 999 | GruppeM Racing                             | Maro Engel Mikaël Grenier Raffaele Marciello                            | Mercedes-AMG GT3 Evo                    | 323   | + 1 s 4177               |
| 3     | P      | 999 | GruppeM Racing                             | Maro Engel Mikaël Grenier Raffaele Marciello                            | Mercedes-Benz M159 6,2 l V8 Atmo        | 323   | + 1 s 4177               |
| 4     | P      | 32  | Team WRT                                   | Sheldon van der Linde Dries Vanthoor Charles Weerts (en)                | BMW M4 GT3                              | 323   | + 44 s 7457              |
| 4     | P      | 32  | Team WRT                                   | Sheldon van der Linde Dries Vanthoor Charles Weerts (en)                | BMW S58B30T0 3,0 L i6 M TwinPower Turbo | 323   | + 44 s 7457              |
| 5     | P      | 888 | Triple Eight Race Engineering (en)         | Broc Feeney (en) Maximilian Götz Shane van Gisbergen                    | Mercedes-AMG GT3 Evo                    | 322   | + 1 Tour                 |
| 5     | P      | 888 | Triple Eight Race Engineering (en)         | Broc Feeney (en) Maximilian Götz Shane van Gisbergen                    | Mercedes-Benz M159 6,2 l V8 Atmo        | 322   | + 1 Tour                 |
| 6     | P      | 46  | Team WRT                                   | Augusto Farfus Maxime Martin Valentino Rossi                            | BMW M4 GT3                              | 322   | + 1 Tour                 |
| 6     | P      | 46  | Team WRT                                   | Augusto Farfus Maxime Martin Valentino Rossi                            | BMW S58B30T0 3,0 L i6 M TwinPower Turbo | 322   | + 1 Tour                 |
| 7     | PA     | 65  | Sportsbet Team MPC                         | Chaz Mostert (en) Fraser Ross Liam Talbot (de)                          | Audi R8 LMS Evo II                      | 321   | + 2 Tours                |
| 7     | PA     | 65  | Sportsbet Team MPC                         | Chaz Mostert (en) Fraser Ross Liam Talbot (de)                          | Audi 5,2 L V10 Atmo                     | 321   | + 2 Tours                |
| 8     | P      | 77  | Craft-Bamboo Racing (en)                   | Nicky Catsburg Philip Ellis Daniel Juncadella                           | Mercedes-AMG GT3 Evo                    | 321   | + 2 Tours                |
| 8     | P      | 77  | Craft-Bamboo Racing (en)                   | Nicky Catsburg Philip Ellis Daniel Juncadella                           | Mercedes-Benz M159 6,2 l V8 Atmo        | 321   | + 2 Tours                |
| 9     | PA     | 777 | The Bend Motorsport Park Team MPC          | Ricardo Feller (en) Christopher Mies Yasser Shahin                      | Audi R8 LMS Evo II                      | 320   | + 3 Tours                |
| 9     | PA     | 777 | The Bend Motorsport Park Team MPC          | Ricardo Feller (en) Christopher Mies Yasser Shahin                      | Audi 5,2 L V10 Atmo                     | 320   | + 3 Tours                |
| 10    | PA     | 99  | Triple Eight Race Engineering (en)         | Prince Jeffri Ibrahim (en) Richie Stanaway Jamie Whincup                | Mercedes-AMG GT3 Evo                    | 319   | + 4 Tours                |
| 10    | PA     | 99  | Triple Eight Race Engineering (en)         | Prince Jeffri Ibrahim (en) Richie Stanaway Jamie Whincup                | Mercedes-Benz M159 6,2 l V8 Atmo        | 319   | + 4 Tours                |
| 11    | PA     | 24  | Volante Rosso Motorsport                   | Tony Bates Jordan Love (en) David Reynolds (en)                         | Mercedes-AMG GT3 Evo                    | 316   | + 7 Tours                |
| 11    | PA     | 24  | Volante Rosso Motorsport                   | Tony Bates Jordan Love (en) David Reynolds (en)                         | Mercedes-Benz M159 6,2 l V8 Atmo        | 316   | + 7 Tours                |
| 12    | S      | 10  | Myland Team IMS (en)                       | Andrew Fawcet Daniel Gaunt (en) Dylan O'Keeffe (en)                     | Audi R8 LMS Evo II                      | 316   | + 7 Tours                |
| 12    | S      | 10  | Myland Team IMS (en)                       | Andrew Fawcet Daniel Gaunt (en) Dylan O'Keeffe (en)                     | Audi 5,2 L V10 Atmo                     | 316   | + 7 Tours                |
| 13    | PA     | 9   | Hallmarc Racing                            | Marc Cini Dean Fiore (en) Lee Holdsworth (en)                           | Audi R8 LMS Evo II                      | 316   | + 7 Tours                |
| 13    | PA     | 9   | Hallmarc Racing                            | Marc Cini Dean Fiore (en) Lee Holdsworth (en)                           | Audi 5,2 L V10 Atmo                     | 316   | + 7 Tours                |
| 14    | S      | 101 | Volante Rosso Motorsport                   | Jonathan Hui Josh Hunt Ross Poulakis Kevin Tse (en)                     | Mercedes-AMG GT3 Evo                    | 310   | + 13 Tours               |
| 14    | S      | 101 | Volante Rosso Motorsport                   | Jonathan Hui Josh Hunt Ross Poulakis Kevin Tse (en)                     | Mercedes-Benz M159 6,2 l V8 Atmo        | 310   | + 13 Tours               |
| 15    | S      | 50  | M Motorsport–Vantage Racing                | David Crampton Trent Harrison Glen Wood Jayden Ojeda (en)               | Audi R8 LMS Evo II                      | 309   | + 14 Tours               |
| 15    | S      | 50  | M Motorsport–Vantage Racing                | David Crampton Trent Harrison Glen Wood Jayden Ojeda (en)               | Audi 5,2 L V10 Atmo                     | 309   | + 14 Tours               |
| 16    | S      | 47  | Supabarn (en) Team MPC                     | James Koundouris Theo Koundouris David Russell (en) Jonathon Webb (en)  | Audi R8 LMS Evo II                      | 301   | + 22 Tours               |
| 16    | S      | 47  | Supabarn (en) Team MPC                     | James Koundouris Theo Koundouris David Russell (en) Jonathon Webb (en)  | Audi 5,2 L V10 Atmo                     | 301   | + 22 Tours               |
| 17    | INV    | 111 | MRA Motorsport                             | Darren Currie Grant Donaldson Geoff Taunton                             | MARC Mazda 3 V8                         | 283   | + 40 Tours               |
| 17    | INV    | 111 | MRA Motorsport                             | Darren Currie Grant Donaldson Geoff Taunton                             | Ford Coyote 5,0 L V8 Atmo               | 283   | + 40 Tours               |
| Abd.  | PA     | 55  | PremiAir Racing (en) Schumacher Motorsport | James Golding (en) Brad Schumacher Frédéric Vervisch                    | Audi R8 LMS Evo II                      | 243   | Moteur                   |
| Abd.  | PA     | 55  | PremiAir Racing (en) Schumacher Motorsport | James Golding (en) Brad Schumacher Frédéric Vervisch                    | Audi 5,2 L V10 Atmo                     | 243   | Moteur                   |
| Abd.  | INV    | 19  | Nineteen Corporation                       | Mark Griffith Christian Pancione Fabian Schiller (en)                   | Mercedes-AMG GT4                        | 210   | Moteur                   |
| Abd.  | INV    | 19  | Nineteen Corporation                       | Mark Griffith Christian Pancione Fabian Schiller (en)                   | Mercedes-Benz M178 4,0 l V8 Bi-Turbo    | 210   | Moteur                   |
| Abd.  | PA     | 222 | Scott Taylor Motorsport                    | Alex Davison Geoff Emery (en) Craig Lowndes Scott Taylor                | Mercedes-AMG GT3                        | 177   | Accident                 |
| Abd.  | PA     | 222 | Scott Taylor Motorsport                    | Alex Davison Geoff Emery (en) Craig Lowndes Scott Taylor                | Mercedes-Benz M159 6,2 l V8 Atmo        | 177   | Accident                 |
| Abd.  | S      | 44  | Valmont Racing                             | Aaron Cameron (en) Duvashen Padayachee (en) Sergio Pires Marcel Zalloua | Mercedes-AMG GT3 Evo                    | 89    | Accident                 |
| Abd.  | S      | 44  | Valmont Racing                             | Aaron Cameron (en) Duvashen Padayachee (en) Sergio Pires Marcel Zalloua | Mercedes-Benz M159 6,2 l V8 Atmo        | 89    | Accident                 |
| Abd.  | S      | 6   | Wall Racing                                | Tony D'Alberto (en) Adrian Deitz Grant Denyer (en) David Wall (en)      | Lamborghini Huracán GT3                 | 70    | Suspension               |
| Abd.  | S      | 6   | Wall Racing                                | Tony D'Alberto (en) Adrian Deitz Grant Denyer (en) David Wall (en)      | Lamborghini 5,2 L V10 Atmo              | 70    | Suspension               |
| Abd.  | PA     | 4   | Grove Racing (en)                          | Anton de Pasquale (en) Brenton Grove (en) Stephen Grove                 | Porsche 911 GT3 R                       | 56    | Accident                 |
| Abd.  | PA     | 4   | Grove Racing (en)                          | Anton de Pasquale (en) Brenton Grove (en) Stephen Grove                 | Porsche 4,2 L Flat Six Atmo             | 56    | Accident                 |
| Abd.  | P      | 74  | Audi Sport Team MPC                        | Mattia Drudi (en) Christopher Haase Patric Niederhauser                 | Audi R8 LMS Evo II                      | 13    | Accident                 |
| Abd.  | P      | 74  | Audi Sport Team MPC                        | Mattia Drudi (en) Christopher Haase Patric Niederhauser                 | Audi 5,2 L V10 Atmo                     | 13    | Accident                 |
| Forf. | INV    | 66  | Daytona Sports Cars (en)                   | Ben Schoots Dylan Thomas Shane Woodman                                  | SIN R1 GT4                              |       | Sortie lors des essais 6 |
| Forf. | INV    | 66  | Daytona Sports Cars (en)                   | Ben Schoots Dylan Thomas Shane Woodman                                  | Chevrolet LS7 7,0 L V8 Atmo             |       | Sortie lors des essais 6 |
| Forf. | INV    | 52  | MARC Cars Australia (en)                   | Keith Kassulke Hadrian Morrall Cameron McLeod                           | MARC II V8                              |       | Sortie lors des essais 4 |
| Forf. | INV    | 52  | MARC Cars Australia (en)                   | Keith Kassulke Hadrian Morrall Cameron McLeod                           | Ford Modular 5,2 L V8 Atmo              |       | Sortie lors des essais 4 |

## Pole position et record du tour
- Pole position :
- Meilleur tour en course :

## À noter
- Longueur du circuit :
- Distance parcourue par les vainqueurs :